# 204 f.Kr.

## Händelser

### Efter plats

#### Karthago
- Efter att ha förlorat sin allians med den numidiske hövdingen Masinissa finner den karthagiske generalen Hasdrubal Gisko en ny allierad i den numidiske kungen Syfax, som gifter sig med Hasdrubals dotter Sofonisba, som, fram till hans övergång till Rom, har varit trolovad med Masinissa.
- Romerska styrkor under Publius Cornelius Scipio belägrar Utica i Karthaginien. Scipio lyckas inte stoppa de samlade karthagiska och numidiska styrkorna under Hasdrubal Giskos och Syfax befäl och han tvingas därför ge upp belägringen av Utica.

#### Egypten
- Den avlidne egyptiske kungen Ptolemaios IV:s grupp av favoriter, ledd av Ptolemaios försteminister Sosibios, håller Ptolemaios död hemlig, då de fruktar vedergällning från den nye kungen Ptolemaios V:s mor, drottning Arsinoe III. De får Arsinoe mördad, varpå den femårige kungen officiellt upphöjs till kung, med Sosibios som förmyndare. Arsinoe har varit populär bland den egyptiska befolkningen, så därför följer upplopp vid nyheten om att hon har blivit mördad.

#### Romerska republiken
- Slaget vid Crotona utkämpas mellan Hannibals karthagiska armé och en romersk styrka ledd av Publius Sempronius Tuditanus, utan någon avgörande utgång för någondera sidan.

#### Seleukiderriket
- Filip V av Makedonien och Antiochos III av det syriskbaserade Seleukiderriket inser Egyptens svaghet och går bestämmer sig för att dela dess mindreasiatiska och egeiska territorier mellan sig. Antiochos andel blir södra Syrien, Lykien, Kilikien och Cypern, medan Filip får västra delen av Mindre Asien och Kykladerna.

## Avlidna
- Arsinoe III, drottning av Egypten, syster och hustru till kung Ptolemaios IV (mördad; född omkring 246 f.Kr.)
- Fan Kuai, livvakt åt den kinesiska kejsaren Liu Bang